# Львов, Платон Захарович
Платон Захарович Львов (30 ноября 1892, Хумуши, Ядринский уезд — 12 июня 1941) — советский журналист, организатор издательского дела, общественно-политический деятель.

## Биография
До 1917 разнорабочий. С июня 1917 эсер, с февраля 1918 левый эсер, с сентября 1918 член ВКП(б). Работал конторщиком в редакциях газет «Хыпар» («Канаш»). 
С осени 1918 – заведующий подотделом печати Чувашского отделения Народного комиссариата по делам национальностей, секретарь бюро Чувашской секции при Казанском губкоме ВКП(б). 
С ноября 1920 член исполкома ЧАО, организатор Чувашского государственного издательства (с декабря 1922 по июнь 1927 – его заведующий). В 1921–22 редактор газеты «Чувашский край» и заведующий Чувашским отделением Российского телеграфного агентства. 
С 1927 по 1937 – инспектор Управления по охране государственных тайн в печати. Составитель ежегодных «Чувашских календарей», руководитель Чувашского отделения литературного объединения Красной Армии и Флота, автор книг «Молодёжь в Красной Армии», «История Красной Армии», переводчик книг на военно-исторические темы. 
Репрессирован в 1937 как «буржуазный националист» и бывший эсер. Незадолго до ареста в газете «Красная Чувашия» от 21 сентября 1937 года со статьей «Буржуазные националисты и их покровители» выступил уполномоченный КПК при ЦК ВКП(б) по Чувашской АССР Николай Юшунев. По его словам, П. З. Львов: «систематически фальсифицировавший историю Октября среди чувашей с возвеличиванием в ней роли Эльменя», «разрешивший выпускать контрреволюционно троцкистскую и националистическую литературу», «типичный молчальник, не разоблачавший врагов народа». 18 декабря 1937 года Львова П. З. арестовали.
В мае 1939 года в порядке надзора спецотдел наркома внутренних дел ЧАССР по госбезопасности, рассмотрев жалобу Львова П. З., приговор спецтройки оставляет в силе. В постановлении от 15 августа 1940 года начальника следственной части НКВД ЧАССР Подшиваловым говорится: «Приговор Спецтройки НКВД ЧАССР о заключении Львова П.З. на 10 лет в ИТЛ считать правильным, о чем объявить Львову».
В условиях лагеря здоровье Львова ухудшается. Умирает от туберкулеза 12 июня  1941 года.

## Память
Реабилитирован в 1955.